# Alfred Roth
Pour les articles homonymes, voir Roth.
Ne doit pas être confondu avec Alfred Roth (architecte).
Alfred Roth, né le 17 août 1891 à Schiltigheim et décédé le 5 septembre 1966 à Strasbourg, est un footballeur international français.

## Biographie
Son poste de prédilection est défenseur. Il ne compte qu'une sélection en équipe de France de football, Suisse-France à Genève au Stade des Charmilles en 1920.

### Clubs successifs
- AS Strasbourg de 1904 à 1910
- Racing Club de France en 1911

- AS Strasbourg de 1912 à ...

### Carrière
Cette section ne s'appuie pas, ou pas assez, sur des sources secondaires ou tertiaires indépendantes du sujet. Le texte peut contenir des analyses inexactes ou inédites de sources primaires.
Pour l'améliorer, ajoutez-en, ou placez des modèles {{Source secondaire souhaitée}} ou {{Source secondaire nécessaire}} sur les passages mal sourcés. (mars 2025)
Parallèlement à ses études à la « Oberrealschule beim Kaiser Palast » (École supérieure près du palais impérial) située à Strasbourg, Manteufstrasse, devenue en 1919 le Lycée Kléber situé à Strasbourg, rue du Maréchal Foch.
Alfred est très actif comme joueur de football malgré l'opposition de son père.
Il développa un profond attachement pour l'AS Strasbourg, club où il apprit à manier le ballon à l'âge de douze ou treize ans et auquel il resta loyal tout au long de sa carrière. Sa fidélité au club ne fut interrompue que lors de son séjour parisien.
Son poste préféré est celui d'arrière gauche. 
En 1911 il quitte Strasbourg pour Paris afin de perfectionner ses connaissances de la langue française, sans oublier pour autant son sport favori puisqu'il s'intègre rapidement dans l'équipe première du Racing club de France.
Alfred est sélectionné en équipe d'Alsace, dont il était le capitaine, de 1920 à 1924.
Alfred ne devait pas être concerné par le match en Suisse du 29 février 1920 au Stade des Charmilles à Genève.
Mais la défection de dernière minute de Pierre Mony imposa aux sélectionneurs une solution d'urgence. Ils pensèrent au joueur de Strasbourg, assez proche géographiquement, qui sauta dans le train pour Genève et arriva in extremis le dimanche matin pour le rendez-vous de l'après-midi. 
Lors de la rencontre, Alfred démontra une prestance remarquable, assurant la défense des lignes arrières avec un calme imperturbable et une habileté exceptionnelle.
C'est ainsi qu'il devint international.
Sélectionné pour les Jeux olympiques d'Anvers en 1920, Alfred a également fait la une du "Football Association" le 14 août de cette année-là, avec deux autres alsaciens : Oscar Bongard (AS Strasbourg) et Kuntz (SC Sélestat).
Alfred Roth peut être considéré comme un précurseur du footballeur international. Au cours de sa carrière, il a évolué au Racing Club de France et l'AS Strasbourg, ce qui lui a permis de jouer sur de nombreux terrains à travers l'Europe.

## Palmarès
- Saison 1919 / 1920
  - Décembre 1919 Coupe de France ( 1/32e)
    - AS Strasbourg - FC Mulhouse : 7 - 2[4]

  - 29 février 1920 - Stade des Charmilles à Genève[3]
    - Suisse - France : 0 - 2
- Saison 1920 /1921[3]
  - Janvier 1921 - Parc Dubrulle de Roubaix 
    - Équipe du Nord - Équipe d' Alsace ( Capitaine : Alfred Roth ) : 2 - 3

  - 17 Avril 1921 - Stade du Tivoli à Strasbourg 
    - Équipe d' Alsace ( Capitaine : Alfred Roth ) - Luxembourg : 2 - 2

- Saison 1922 / 1923[3]
  - 30 Janvier 1923 - Stade du Tivoli à Strasbourg 
    - AS Strasbourg - SC Sélestat : 6 - 1
- Saison 1925 / 1926
  - AS Strasbourg : Championne d' Alsace[4]